# Triops simplex
Triops simplex – gatunek przekopnicy występujący na Półwyspie Iberyjskim oraz w północnej Tunezji, znajdywany także na zachodzie Półwyspu Arabskiego. Dorastają do około 3,2 cm, przednią część ciała okrywa owalny karapaks mierzący 2,1 cm, samce są na ogół większe od samic.

## Taksonomia
Gatunek został uznany za podgatunek Triops cancriformis, a następnie Triops mauritanicus, status gatunku odzyskał w 2010 roku.